# Bogazi
Bogazi (gr. Μπογάζι, tur. Boğaz) – wieś na Cyprze, w dystrykcie Famagusta, 7 km na północny wschód od Trikomo. De facto pod kontrolą samozwańczej republiki Cypru Północnego.